# Takashi Aizawa
Takashi Aizawa (født 5. januar 1982) er en japansk fodboldspiller.
Han har spillet for flere forskellige klubber i sin karriere, herunder Kawasaki Frontale, Cerezo Osaka, FC Machida Zelvia, Shimizu S-Pulse og Tokushima Vortis.